# Scopula semispurcata
Scopula semispurcata là một loài bướm đêm trong họ Geometridae.